# دلمير دافيس
دلمير دافيس (بالإنجليزية: Delmer Daves)‏ هو منتج أفلام وكاتب سيناريو ومخرج وممثل أمريكي، ولد في 24 يوليو 1904 بسان فرانسيسكو في الولايات المتحدة، وتوفي في 17 أغسطس 1977 في الولايات المتحدة.

## أعمال

### أفلام
- (1930) قضية مقتل بيشوب
- (1934) مشية المغازلة
- (1939) علاقة حب
- (1950) السهم المكسور

## وصلات خارجية
- دلمير دافيس على موقع IMDb (الإنجليزية)
- دلمير دافيس على موقع الموسوعة البريطانية (الإنجليزية)
- دلمير دافيس على موقع ألو سيني (الفرنسية)
- دلمير دافيس على موقع تيرنر كلاسيك موفيز (الإنجليزية)
- دلمير دافيس على موقع أول موفي (الإنجليزية)
- دلمير دافيس على موقع قاعدة بيانات الأفلام السويدية (السويدية)
- دلمير دافيس على موقع إن إن دي بي (الإنجليزية)
- دلمير دافيس على موقع قاعدة بيانات الفيلم (الإنجليزية)
- دلمير دافيس على موقع كينوبويسك (الروسية)